# Jairo Arias
Jairo Arias Serna (29 de novembro de 1938) é um ex-futebolista colombiano que atuava como atacante.

## Carreira
Jairo Arias fez parte do elenco da Seleção Colombiana na Copa do Mundo de 1962. 